# Coccophagus indochraceus
Coccophagus indochraceus är en stekelart som beskrevs av Hayat 1998. Coccophagus indochraceus ingår i släktet Coccophagus och familjen växtlussteklar. Inga underarter finns listade i Catalogue of Life.